# Ehud de Shalit
Ehud de Shalit (Rehovot, 16 de março de 1955) é um matemático israelense, que trabalha com teoria dos números.
Foi palestrante convidado do Congresso Internacional de Matemáticos em Madrid (2006: Controversial issues in K-12 mathematical education).
Filho do físico Amos de-Shalit.

## Obras
- Iwasawa Theory for Elliptic Curves with Complex Multiplication, Academic Press, 1987
- com Robert F. Coleman: P -adic regulators on curves and special values of p-adic L functions, Inventiones Mathematicae, Band 93, 1988, S. 239–266.
- P-adic periods and modular symbols of elliptic curves of prime conductor, Inventiones Mathematicae, Volume 121, 1995, p. 225–255.
- Artin L-Functions, und: Elliptic curves and l-adic representations, in: J. Bernstein, S. Gelbart (Hrsg.), Introduction to the Langlands program, Birkhäuser 2003